# Теканік (Нью-Йорк)
Теканік (англ. Taghkanic) — місто (англ. town) в США, в окрузі Колумбія штату Нью-Йорк. Населення — 1231 особа (2020).

## Демографія
Згідно з переписом 2010 року, у місті мешкало 1310 осіб у 536 домогосподарствах у складі 371 родини. Було 814 помешкання
Расовий склад населення:
| - 95,4 % — білих - 1,3 % — азіатів - 0,8 % — чорних або афроамериканців - 0,5 % — корінних американців - 0,2 % — вихідців з тихоокеанських островів |

До двох чи більше рас належало 1,6 %. Частка іспаномовних становила 2,7 % від усіх жителів.
За віковим діапазоном населення розподілялося таким чином: 18,2 % — особи молодші 18 років, 62,6 % — особи у віці 18—64 років, 19,2 % — особи у віці 65 років та старші. Медіана віку мешканця становила 48,3 року. На 100 осіб жіночої статі у місті припадало 102,5 чоловіків;  на 100 жінок у віці від 18 років та старших — 100,0 чоловіків також старших 18 років.
Середній дохід на одне домашнє господарство  становив 104 923 долари США (медіана — 72 813), а середній дохід на одну сім'ю — 111 481 долар (медіана — 78 750). Медіана доходів становила 51 172 долари для чоловіків та 51 458 доларів для жінок. За межею бідності перебувало 17,3 % осіб, у тому числі 21,6 % дітей у віці до 18 років та 9,3 % осіб у віці 65 років та старших.
Цивільне працевлаштоване населення становило 547 осіб. Основні галузі зайнятості: освіта, охорона здоров'я та соціальна допомога — 28,0 %, науковці, спеціалісти, менеджери — 19,4 %, роздрібна торгівля — 11,0 %, будівництво — 9,0 %.